# Tsuyoshi Fukui (Badminton)
Tsuyoshi Fukui (jap. 福井 剛士, Fukui Tsuyoshi; * 25. Januar 1978) ist ein japanischer Badmintonspieler. 

## Karriere
Tsuyoshi Fukui wurde bei den Ballarat International 2003 Dritter im Herrendoppel. Auch bei den Waikato International 2005 belegte er Rang drei in dieser Disziplin. National wurde er bei der japanischen Badmintonmeisterschaft 2005 ebenfalls Dritter. 2004 gewann er des Weiteren die Erwachsenenmeisterschaft, 2010 die Seniorenmeisterschaft.